# Konstantin II av Skottland
Konstantin II av Skottland (medeliriska: Constantín mac Áeda; skotsk gaeliska: Còiseam mac Aoidh), son till Aed, var en tidig skotsk kung, vid den tiden då landet kallades Alba. Kungariket Alba, ett namn som används för första gången under Konstantins livstid, omfattade den norra delen av nuvarande Skottland. Kungarikets kärna var de landområden som låg runt floden Tay. I söder begränsades riket av floden Forth. Norrut sträckte sig riket upp mot Moray Firth och kanske ända till Caithness. Rikets gränser västerut är inte kända för denna tidsperiod. 
Konstantins farfar Kenneth I av Skottland (död 858) var den förste i släkten som är dokumenterad som kung, men då som kung över pikterna. Denna förändring av titeln, från "kung över pikterna" till "kung av Alba", var en del av en stor förändring av pikternas land som skedde under 800-talet och början till kungariket Alba spåras tillbaka till Konstantins livstid.

## Liv
Aed, Konstantins far, efterträdde Konstantins farbror och namne Konstantin I som kung år 876, men mördades strax efter sitt tillträde, år 878. Konstantin II:s födelse är inte dokumenterad men han kan inte vara född senare än år 879. 
Konstantins regeringstid dominerades liksom hans föregångares av konflikter med de brittiska öarnas vikingahärskare, särskilt med Uí Ímair, en nordisk-gaelisk ätt av norrönt ursprung som vid denna tid härskade över många områden kring Irländska sjön  (Uí Ímair är forniriska och betyder ungefär "Ivars efterkommande". Denna ätts anfader var troligen den Ivar (iriska Ímar) som omnämns i de irländska Ulster-annalerna som "kung över alla nordmän i Irland och Britannien". En teori är att detta möjligen kan vara samma person som Ivar Benlös, Ragnar Lodbrok son). Konstantin gick till en början samman med de södra anglosaxiska kungadömenas härskare mot vikingarna men med tiden kom han i konflikt med dem. Kung Athelstan av England var framgångsrik i underkuvandet av Konstantin både vid sammandrabbningarna år 927 och 934. De två ställdes återigen emot varandra när Konstantin, allierad med Strathclydes britoner och vikingakungen av Dublin (Olaf Guthfrithson), invaderade Athelstans rike år 937, bara för att besegras i det stora slaget vid Brunanburh. År 943 abdikerade Konstantin II från tronen och drog sig tillbaka till culdeerklostret i St Andrews, där han dog 952. Han efterträddes av sin föregångares son, Malkolm I.
Konstantins regeringstid varade 43 år, i Skottland endast överträffat av Vilhelm I (även kallad Vilhelm Lejonet).

## Historiska källor
Jämfört med för grannlandet Irland och det anglosaxiska England har få dokument över 900- och 1000-talets händelser i Skottland överlevt. Den viktigaste lokala källan från perioden är Krönika över Albas kungar (Chronicle of the Kings of Alba), en lista över kungar från Kenneth MacAlpin (död 858) till Kenneth II (död 995). Listan återfinns i Poppleton-manuskriptet, en sammanställning från 1300-talet över den tidiga skotska historien.

## Släktskap

Släktträd över huset Alpin.

En översikt över huset Alpin.  